# Deogracias Fonseca Espinosa
 Deogracias Fonseca Espinosa  (Ibagué, 21 de marzo de 1908-El Salado, 25 de marzo de 2006) fue un militar y político colombiano, integrante de la Junta Militar que gobernó a Colombia del 10 de mayo de 1957 al 7 de agosto de 1958.

## Estudios y trayectoria militar
Fue bachiller del Colegio San Simón de Ibagué. Ingresó a la Escuela de Cadetes en 1928. Fue comandante de los batallones Junín, Huila y Camilo Torres, Distrito Militar No 12, batallones Pichincha, Codazzi, Mixto, Juanambú, Boyacá, Santander y Nariño. Tuvo notable actuación en la batalla de Güepí el 16 de mayo de 1933 durante la guerra colombo-peruana, en la cual fue herido. Fue comandante del batallón de infantería No 8 Pichincha, oficial de la guarnición y comandante del puesto de Tarapacá, alcalde militar de Pradera (Valle del Cauca) y de Tumaco  (Nariño), comandante del batallón de infantería No 15 Santander, jefe de Estado Mayor y Comandante de la tercera brigada, inspector general de las Fuerzas Militares, representante de las Fuerzas Militares en visita oficial a Santiago de Chile, delegado de Colombia a la semana de la patria en Venezuela y en septiembre de 1954 asumió como comandante nacional de las Fuerzas de Policía.

## Ascenso a la presidencia
Fue incluido en la Junta Militar que el 10 de mayo de 1957 designó el teniente general Gustavo Rojas Pinilla para que culminara su periodo presidencial que finalizaba el 7 de agosto de 1958, en su calidad de Director de las Fuerzas de Policía y tercer oficial en antigüedad del Ejército. El gobierno colegiado fue presidido por el mayor general Gabriel París e integrado también por el contralmirante Rubén Piedrahíta y los brigadieres generales Rafael Navas Pardo y Luis Ernesto Ordóñez Castillo.

## Familia
Deogracias Fonseca fue hijo de Jesús Fonseca Jiménez y Ericinda Jiménez Espinosa, y nieto de Jenaro Fonseca y Gertrudis Jiménez, y de Deogracias Jiménez y Eduvina Espinosa. Contrajo matrimonio en la parroquia de El Carmen en Popayán el 18 de junio de 1936 con Ana María Iragorri Castro, nacida el 30 de septiembre de 1918 en esa ciudad, hija de Carlos Iragorri Castro y Abigaíl Castro Escorza, con quien fue padre de Jesús Enrique, Yolanda Teresa, Alina del Socorro, Carlos Alfonso, Marco Aurelio, Nisle Inés, Ana Mireya, Guillermo Alberto, Patricia Helena, Gustavo Adolfo, María Elvira y Carmen Eugenia Fonseca Iragorri.